# Somewhere I Belong
"Somewhere I Belong" je pjesma američkog rock sastava Linkin Park s njihova albuma Meteora. Objavljena je 2003., iste godine kad i album i bila je najduža pjesma s tog albuma.

## Pjesma
Sastav je napisao gotovo četrdeset različitih verzija refrena i potrošeno je mnogo vremena oko uređivanja svakog detalja. Navodno je bilo potrebno dvije godine da se osmisli pravi refren. Početni dio pjesme obuhvaća Chester Benningtonovo sviranje gitare, koje je kasnije Mike Shinoda izrezao i preko računala napravio neobičan elektronski zvuk. Bila je to najduža pjesma s albuma koja je trajala 3 minute i 34 sekunde. Tijekom Projekt Revolution 2004. koncerata, Linkin Park je odsvirao drugačiji intro za tu pjesmu, Mike Shinoda je na gitari svirao riff-ove dok je bubnjar Rob Bourdon odsvirao odličan bubnjarski intro. Ta verzija uvoda u pjesmu je postala standardna na njihovoj "Minutes To Midnight" turneji 2007. godine.
Spot je režirao Joe Hahn. U spotu se prikazuje kako grupa izvodi pjesmu ispred vatre, s povremenim prikazom Shinode kako rappa. Spot je nagrađen najboljim rock videom na MTV Video Music Awards-u 2003.

## Postava
1. Chester Bennington – glavni vokal
2. Mike Shinoda – vokal, rapp električna gitara, klavijature
3. Brad Delson – električna gitara
4. Dave "Phoenix" Farrell – bas-gitara
5. Rob Bourdon – bubanj
6. Joe Hahn – DJ

## Popis pjesama
1. 1.    "Somewhere I Belong" [Single Version] - 3:35
2. 2.	"Step Up" [Live Projekt Revolution Tour 2002] - 4:15
3. 3.	"My December" [Live Projekt Revolution Tour 2002] - 4:27

## Ljestvica
| Ljestvica (2003)        | Pozicija |
| ----------------------- | -------- |
| Australija              | 13       |
| Austrija                | 16       |
| Belgija                 | 33       |
| Finska                  | 14       |
| Francuska               | 32       |
| Njemačka                | 12       |
| Irska                   | 4        |
| Italija                 | 14       |
| Nizozemska              | 16       |
| Novi Zeland             | 1        |
| Norveška                | 12       |
| Švedska                 | 19       |
| Švicarska               | 15       |
| U.S. Billboard Hot 100  | 32       |
| U.S. Modern Rock Tracks | 1        |
| Velika Britanija        | 10       |
| United World Chart      | 1        |

## Vanjske poveznice
- Somewhere I Belong - riječi pjesme  Arhivirana inačica izvorne stranice od 16. rujna 2008. (Wayback Machine)